# Enciclopedia multimediale Mondadori
L'enciclopedia multimediale Mondadori è un'enciclopedia interattiva sviluppata da Mondadori New Media per Microsoft Windows e distribuita nei negozi ed allegata con alcune riviste del gruppo. In particolare è stata distribuita come quinto e ultimo CD-ROM dell'opera Enciclopedia della Donna Moderna, allegato della rivista Donna Moderna (l'intento dell'editore era quello di destinarla ai futuri bambini delle donne che leggono Donna Moderna, per le loro ricerche scolastiche).

## Caratteristiche
L'enciclopedia viene presentata con una grafica interattiva, costituita da una città con diversi palazzi che rappresentano i vari argomenti. Per fare ricerche nell'enciclopedia, viene utilizzato Virgilio (chiamato così dal momento che Publio Virgilio Marone era la guida di Dante Alighieri nella Divina Commedia), un robot sferico tramite il quale è possibile scrivere le parole da ricercare e saltare nelle varie sezioni dell'enciclopedia.
Inoltre, con l'enciclopedia è distribuito Media Lab, un software tramite il quale è possibile realizzare delle presentazioni con i contenuti presenti all'interno dell'enciclopedia. Come presentazione di esempio è presente una riguardante la storia del cinema.